# 묵시록의 4기사

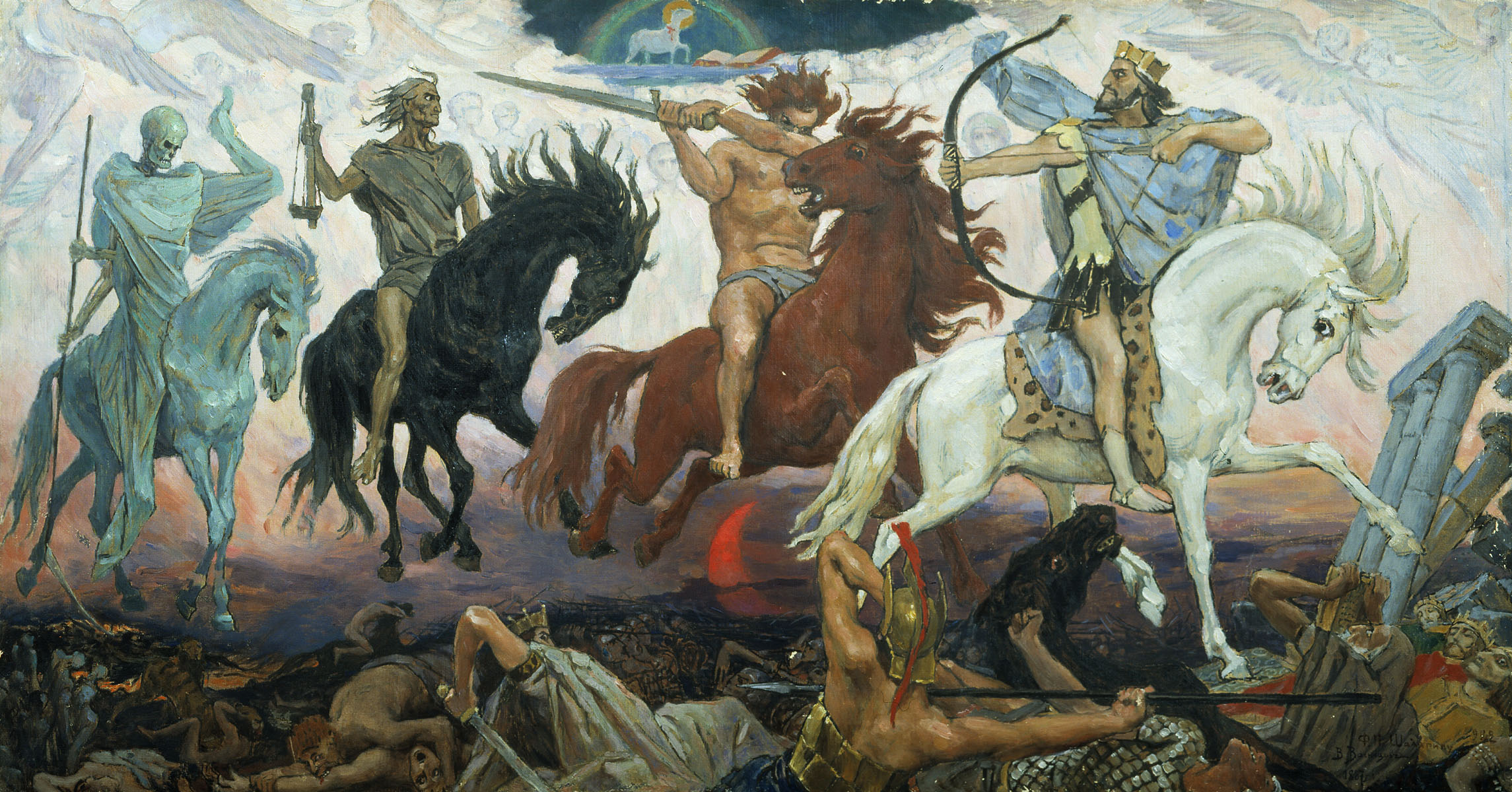
「묵시록의 기사」. 빅토르 바스네초프 작(1887년).

묵시록의 4기사(영어: Four Horsemen of the Apocalypse)는 「요한의 묵시록」에 기록된 4명의 기사다. 어린 양(그리스도)이 푸는 일곱 개의 봉인 중 처음 네 개의 봉인이 풀렸을 때 나타난다고 한다. 네 기사는 각각 지상의 4분의 1의 지배권, 검과 기근, 그리고 죽음·동물로 지상의 인간을 죽일 권위가 주어졌다고 여겨진다.

## 제1기사

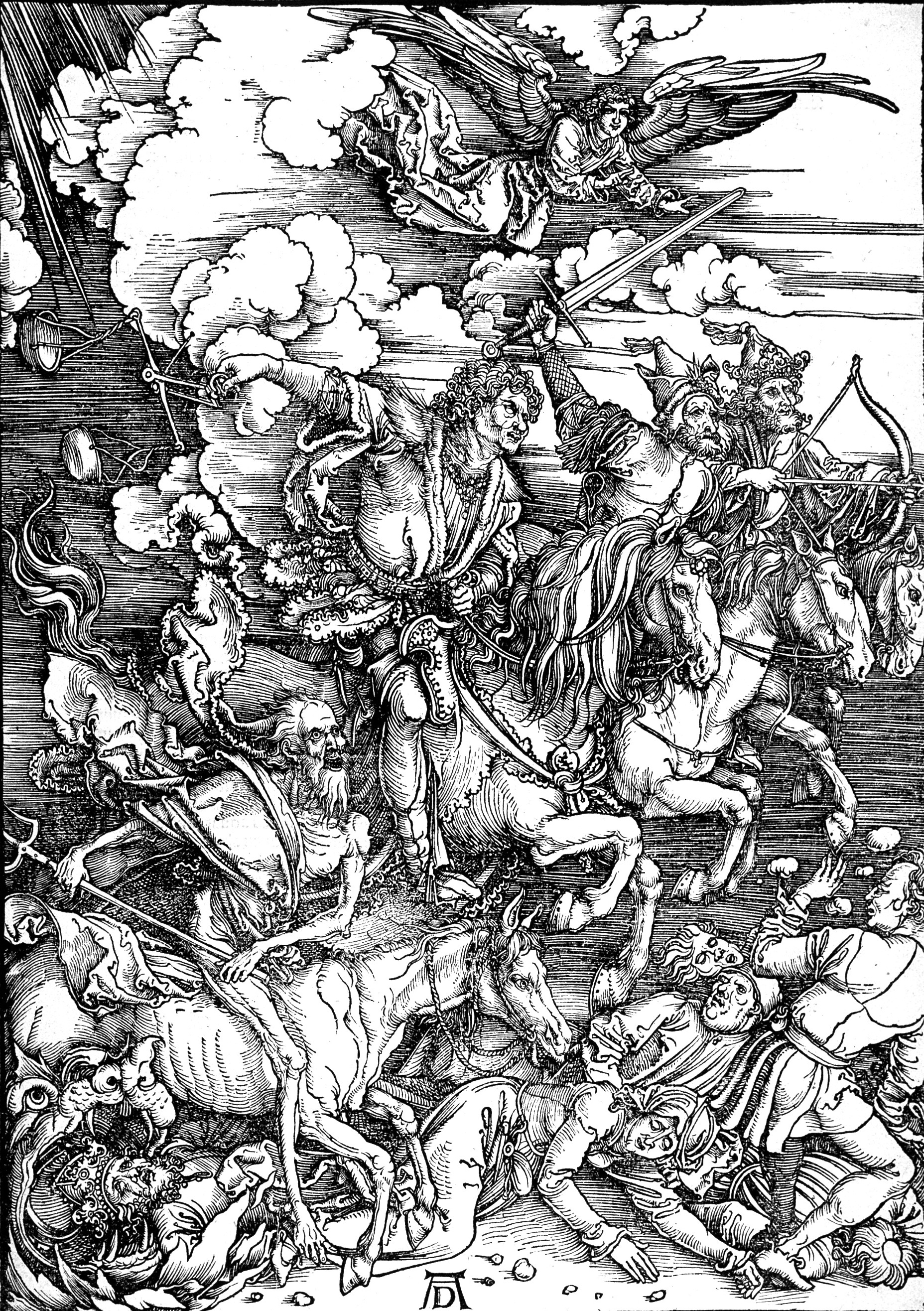
알브레히트 뒤러의 목판화 「묵시록의 네 기사」

「요한의 묵시록」 제6장 제2절에 기록된 제1봉인이 풀렸을 때에 나타나는 기사. 흰 말을 타고 있어 손에는 활을, 또 머리에 관을 감싸고 있다. 승리 후의 승리(지배)를 얻는 역할을 담당하고 있다고 여겨진다.

## 제2기사
「요한의 묵시록」 제6장 제4절에 기록된 제2봉인이 풀렸을 때에 나타나는 기사. 붉은 말을 타고 있어 손에 큰 검을 잡고 있다. 지상의 인간에게 전쟁을 일으키게 하는 역할을 담당하고 있다고 여겨진다.

## 제3기사
「요한의 계시록」 제6장 제6절에 기록된 제3봉인이 풀렸을 때에 나타나는 기사. 검은 말을 타고 있어 손에는 식료를 제한하기 위한 천칭을 가지고 있다. 지상에 기근을 가져오는 역할을 담당하고 있다고 여겨진다.

## 제4기사
「요한의 묵시록」 제6장 제8절에 기록된 제4봉인이 풀렸을 때에 나타나는 기사. 창백한 말을 탄 「죽음」으로, 측에 황천(하데스)을 데리고 있다. 역병이나 야수를 가져와, 지상의 인간을 죽이는 역할을 담당하고 있다고 여겨진다.

## 해석
많은 크리스트교도는 네 기사를 미래의 고난의 예언이라고 해석하고 있다.
묵시록이 이미 실현되었다는 해석에서는, 1세기의 로마 제국과 파르티아 왕국의 투쟁의 역사라고 하는 해석이나, 붉은 기사가 공산주의, 검은 기사가 아프리카 등, 현대에 옮겨놓는 해석도 존재한다. 흰 기사가 크리스트교라는 해석에서는, 그 외의 기사는 대비로서 반그리스도의 상징으로 여겨진다. 또, 모든 기사가 크리스트교에게 줄 수 있었던 권위와 힘이라는 해석에서는, 흰 기사 「승리 후에 승리를」(그리스도 교국가 연합의 절대적 지위). 붉은 기사 「검을 가지고 분쟁을」(무기, 탄약 등의 판매를 통해 타국을 싸우게 하는 힘). 검은 기사 「손에는 저울을, 밀 1 데나리온」(초강대국의 상품, 자원 가격을 통제할 수 있는 권한) 「올리브유를 해치지 말아라」(원유가격을 통제하라), 등의 해석이 있다.

## 크리스트교 외의 속용법
제４ 기사는 타로의 죽음의 모델이다. 클린트 이스트우드가 출연·감독한 「페일 라이더」라는 영화가 있다.

## 픽션의 요한의 묵시록의 네 기사
- 메탈리카: 1983년 발표의 데뷔 앨범 「Kill 'Em All」에, 묵시록의 네 기사를 소재로 한 「THE FOUR HORSEMEN」이라는 곡이 수록되고 있다.
- 여신전생 시리즈: 각각 「화이트 라이더(White Rider)」 「레드 라이더(Red Rider)」 「블랙 라이더(Black Rider)」 「페일 라이더(Pale Rider)」라는 이름으로 등장.
- 브라스레이타: 「BLASSREITER」란 독일어. 영어로 고치면 「PALERIDERS」로, 「새파래진 기사」가 된다.
- 우주선 레드 드워후호: 33화 「벼락 건맨 꿈 속의 결투」에 있어서, 묵시록의 기사가 모티프가 된 「아포칼립스 형제」(정체는 스페이스 갱이 보낸, 아마겟돈 바이러스라는 이름의 컴퓨터 바이러스)라는 지명수배범이 나온다. 장남의 데스(죽음), 남동생의 브라자워(전쟁)·형제 헝그리(기아)·형제 페스트(역병)로 구성되어 있다.
- 레드 데드 리뎀션:언데드 나이트메어(레드 데드 리뎀션:컴플리트 에디션): 서부 개척 시대를 무대에 묵시록의 4마리의 말에 걸쳐 좀비와 싸우는 오픈 월드의 액션 슈팅 게임.
- AR∀GO -런던 시경특수범죄수사관-: 네 기사를 모티프로 한 적 네 간부가 등장. 각각이 각 기사의 기술에 유래한 초능력이나 무기를 가진다.
- 수퍼내추럴: 아포칼립스에 대해 네 기사가 등장. 묵시록과는 다소 달라, 「전쟁」의 기사, 「기근」의 기사, 「역병」의 기사, 「죽음」의 기사로 구성되어 있다. 각 기사가 말의 색과 같은 차를 가지고 있다.
- Darksiders: 죠 마듀레이라 작의 아메코미 및 THQ가 발매하는 동명의 게임 소프트. 「워(War)」 「퓨리(Fury)」 「스트라이프(Strife)」 「데스(Death)」의 네 기사가 등장한다.
- 기동전사 건담 외전 미싱 링크: 네 기사의 한 명의 이름을 씌운 MS 「RX-80 PR 페일 라이더」가 등장한다.

## 같이 보기
- 요한의 묵시록
- 창백한 말
- 호스멘 (영화)
- 포 호스멘
- 칼키
- 빅테크 - 2017년까지 미국에서 주요 IT대기업 4곳인 'FANG'(페이스북, 아마존, 넷플릭스, 구글)을 가리켜 '4기사'(Four Horsemen)라고 지칭하다가 그 이후에는 빅테크로 확장됨